# 4799 Хірасава
4799 Хірасава (4799 Hirasawa) — астероїд головного поясу, відкритий 8 жовтня 1989 року.
Тіссеранів параметр щодо Юпітера — 3,473.